# Julius Brabant

Julius Brabant (nach 1900)

Julius Brabant (* 7. August 1825 in Neuenkirchen; † 7. Februar 1912 in Bremen; vollständiger Name: Bernhard Gerhard Julius Brabant) war ein deutscher Abenteurer und Unternehmer.

## Biografie
Brabant war der Sohn eines Färbers. Seine Vorfahren waren im Textilgewerbe tätig und kamen ursprünglich aus der französisch-belgischen Grenzregion; sie ließen sich in Neuenkirchen bei Vechta nieder. Brabant wurde Seemann und fuhr öfters nach Nordamerika. 1850 versuchte er sein Glück in einem Treck nach Kalifornien, um dort als Goldwäscher zu arbeiten. Danach fuhr er nach Australien und wurde dort ein vielseitiger Geschäftsmann. Er heiratete eine Bremerin und wurde bremischer Konsul in Queensland. 1866 sprach er sich erfolglos für eine deutsche Koloniegründung in Neuguinea aus, die erst 1899 im Nordosten als Kaiser-Wilhelms-Land doch noch erfolgte.
1866 zog Brabant nach Bremen um und betrieb verschiedene Geschäfte. 1876 gründete er zusammen mit anderen die Actiengesellschaft Bremer Pferdebahn, die vom Herdentor bis zur Vahrster Brücke und 1877 weiter nach Horn eine Pferdebahnstrecke betrieb. Ab 1883 betrieb er in der Bremer Neustadt eine Zigarettenfabrik, die später J. Bredehorst übernahm. Ab 1885 war er mit Aktienmehrheit Aufsichtsratsmitglied der von ihm gegründeten Aluminium- und Magnesium-Fabrik AG. Er erwarb größere Anteile an der Schifffahrtsgesellschaft „Nordsee“ und an der Georgs-Marien-Bergwerks- und Hüttenverein bei Osnabrück.
1888 gründete Albert Haasemann die Jute-Spinnerei und Weberei Bremen in Walle, Brabant wurde Mitglied des Aufsichtsrats. Er erwarb weitere Aktien des Unternehmens, das sich zu einem der bedeutendsten in dieser Branche in Deutschland entwickelte. 1931 schied Haasemann aus dem Vorstand aus. Sein Nachfolger wurde Carl Julius Brabant, ein gemeinsamer Neffe Haasemanns und Brabants.
1898 übertrug Brabant seine sonstigen Geschäfte an seinen Neffen. Er vermachte einen Teil seines Vermögens einer Stiftung.

### Ehrungen
Die Brabantstraße in Bremen-Walle wurde nach ihm und seiner Familie benannt.